# Ra Mi-ran
Ra Mi-ran (* 6. März 1975 in Jeongseon-gun, Südkorea) ist eine südkoreanische Schauspielerin. Sie ist vor allem bekannt für ihre Rollen als Nebendarstellerin.
Für ihre Rolle als Mutter eines jungen Kindes in Hope (2013) wurde sie mit dem Blue Dragon Award als beste Nebendarstellerin ausgezeichnet.
Ra spielte außerdem die Hauptrolle in dem Independentfilm Dance Town (2011) als nordkoreanische Aussiedlerin. Sie erhielt sehr gute Kritiken für ihre Leistung und wurde auf dem Busan International Film Festival als beste Schauspielerin ausgezeichnet.

## Filmografie

### Filme
- 2005: Lady Vengeance (친절한 금자씨)
- 2006: Forbidden Quest (음란서생 Eumranseosaeng)
- 2006: The Host (괴물)
- 2006: Mission Sex Control (잘 살아보세 Jal Sarabose)
- 2007: Bank Attack (마을금고 연쇄습격사건 Maeulgeumgo Yeonswaeseupgyeoksageon)
- 2008: Life Is Cool (그녀는 예뻤다 Geunyeo-neun Yeppeotda)
- 2008: Crush and Blush (미쓰 홍당무 Miss Hong Dang-mu)
- 2008: Portrait of a Beauty (미인도 Miindo)
- 2009: Durst (박쥐)
- 2009: Running Turtle (거북이 달린다 Geobuki Dallinda)
- 2009: Searching for the Elephant (펜트하우스 코끼리 Penthouse Kokkiri)
- 2010: Robbery (육혈포 강도단 Yukyeolpo Gangdodan)
- 2010: Desire to Kill (죽이고 싶은 Jugigo Sipeun)
- 2010: Hello Ghost (헬로우 고스트)
- 2011: Children… (아이들 Aideul)
- 2011: Late Blossom (그대를 사랑합니다 Geudae-reul Saranghamnida)
- 2011: Dance Town (댄스 타운)
- 2011: Penny Pinchers (티끌모아 로맨스 Tikkeulmoa Romance)
- 2012: Dancing Queen (댄싱퀸)
- 2012: Cheongchun Group (청춘 그루브)
- 2012: Geojigateun Nom (거지같은 놈, Kurzfilm)
- 2012: Runway Cop (차형사 Chahyeongsa)
- 2012: Two Moons (두 개의 달 Du Gae-ui Dal)
- 2012: Horror Stories (무서운 이야기 Museoun Iyagi)
- 2012: The Traffickers (공모자들 Gongmojadeul)
- 2012: Code Name: Jackal (자칼이 온다 Jackal Onda)
- 2013: South Bound (남쪽으로 튀어 Namjjok-euro Twieo)
- 2013: Very Ordinary Couple (연애의 온도 Yeonae-ui Onda)
- 2013: The Spy: Undercover Operation (스파이 Spy)
- 2013: Jit (짓)
- 2013: Hope (소원 Sowon)
- 2013: The Weight (무게 Muge)
- 2014: Hot Young Bloods (피끓는 청춘 Pikkeuneun Cheongchun)
- 2014: My Love, My Bride (나의 사랑 나의 신부 Na-ui Sarang Neo-ui Sinbu)
- 2014: Big Match (빅매치)
- 2014: Ode to My Father (국제시장 Gukje Sijang)
- 2015: Casa Amor: Exclusive for Ladies (워킹걸 Working Girl)
- 2015: Wonderful Nightmare (미쓰 와이프 Miss Wife)
- 2015: The Himalayas (히말라야 Himalaya)
- 2015: The Tiger: An Old Hunter’s Tale (대호 Daeho)
- 2016: Seondal: The Man Who Sells the River (봉이 김선달 Bongi Kim Seon-dal)
- 2016: Princess Deokhye (덕혜옹주 Deok-hye Ongju)
- 2018: High Society auf Koreanisch (상류사회 Sangnyusahoe)

### Fernsehserien
- 2009: Cinderella Man (신데렐라 맨)
- 2011: Jjakpae (짝패)
- 2012: Fashion King (패션왕 Fashion Wang)
- 2012: The King 2 Hearts (더킹 투하츠)
- 2012: Naraseo Joa (너라서 좋아)
- 2013: Jang Ok-jeong, Sarang-e Salda (장옥정 사랑에 살다)
- 2013–2015: Makdwaemeogeun Yeongae-ssi (막돼먹은 영애씨, Staffeln 12–14)
- 2013: Machi (맏이)
- 2013: Gajeongbu (수상한 가정부)
- 2013: The Heirs – Highschool der Superreichen (상속자들)
- 2014: Siksya-reul Hapsida (식샤를 합시다)
- 2014: Manyeo-ui Yeonae (마녀의 연애)
- 2014: Yuna-ui Geori (유나의 거리)
- 2014: Ingyeo Gongju (잉여공주)
- 2014: Iron Man (아이언맨)
- 2015: Eungdapara 1988 (응답하라 1988)
- 2016: Dorawayo Ajeossi (돌아와요 아저씨)
- 2016: Wolgyesu Yangbokjeom Sinsadeul (월계수 양복점 신사들)

## Auszeichnungen
2010
- Busan International Film Festival: Beste Schauspielerin, Korean Cinema Today – Vision Program für Dance Town

2013
- Blue Dragon Award: Beste Nebendarstellerin für Hope

2014
- KOFRA Film Awards: Beste Nebendarstellerin für Hope
- MBC Entertainment Awards: Excellence Award in a Variety Show für Real Men

2016
- Paeksang Arts Award: Beste Nebendarstellerin für The Himalayas

2017
- KBS Drama Awards: Series’ Shorts Award für Madame Jung’s Last Week[5]